# Кривозер'є (Нижньоломовський район)
Кривозе́р'є (рос. Кривозерье) — село у складі Нижньоломовського району Пензенської області, Росія.
Населення — 152 особи (2010; 204 у 2002).
Національний склад станом на 2002 рік:
- росіяни — 100 %